# 아사이촌 (이시카와현)
아사이촌(浅井村)은 일본 이시카와현 노미군에 설치되었던 촌이다.

## 역사
- 1889년 4월 1일 - 정촌제 시행에 의해 8촌의 구역을 가지고 아사이촌이 성립하였다.
- 1907년 8월 5일 - 모토오리촌, 아사이촌, 하스에촌이 합병해 노시로촌이 성립하였다.

## 교통

### 철도
촌역에 국유철도 호쿠리쿠선(현 호쿠리쿠본선)이 촌을 통과했지만 역은 존재하지 않았다. 또한, 후에 구촌지역에 오두막 철도 요시타케역이 존재했지만, 당시에는 미개업 상태였다. 

## 참고문헌
- 角川日本地名大辞典 17 石川県